# Wilhelm Joest

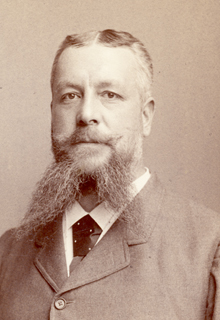
Wilhelm Joest (1891)

Wilhelm Carl Damian Eduard Joest (gesprochen [joːst] mit Dehnungs-e; * 15. März 1852 in Köln; † 25. November 1897 auf den Banks-Inseln, Vanuatu) war ein deutscher Naturwissenschaftler, Ethnologe und Forschungsreisender.

## Werdegang
Wilhelm Joest war der Enkel des wohlhabenden Kölner Zuckerfabrikanten Carl Joest und wuchs in einer von seinem Vater Eduard Joest (1821–1892) in Godesberg errichteten Villa an der Rosenallee (heute Am Kurpark 7) auf. Carl Joest hatte 1831 am Holzmarkt eine Betriebsstätte seines Solinger Unternehmens Schimmelbusch & Joest gegründet. Mit seinem Schwiegervater Schimmelbusch exportierte er Stahlwaren nach Brasilien, für die er als Gegenwert Rohrzucker erhielt. Diesen verkaufte er zunächst nach Holland, stieg dann aber selbst in das Zuckergeschäft ein. Bereits nach wenigen Jahren war das Unternehmen die größte Raffinerie in Köln, zwischen 1839 und 1842 war Carl Joest sogar der größte Steuerzahler.
Eduard Joest drängte seinen Sohn Wilhelm zu einer Ehe mit Clara vom Rath, die ebenfalls aus einer Zuckerfabrikantenfamilie stammte. Die Ehe hielt von 1885 bis 1896. Joest war gewalttätig gegen seine Frau, deren Eltern schließlich dafür sorgten, dass die Ehe geschieden wurde, ein Jahr, nachdem das Ehepaar in das von Joest entworfene Haus in Berlin gezogen war.
Joest studierte nach seiner Teilnahme am Deutsch-Französischen Krieg in Heidelberg und Bonn und war Mitglied des Corps Guestphalia Heidelberg (1872) und des Corps Guestphalia Bonn (1875). Er studierte Naturwissenschaften und Sprachen in Bonn, Heidelberg und Berlin, bevor er – finanziell durch die Eltern gestützt – seine Weltreisen antrat.

## Reisen
Bereits im Alter von 22 Jahren bereiste Wilhelm Joest 1874 den Orient und die nordafrikanischen Küstenländer, von 1876 bis 1879 ganz Amerika vom nördlichen Kanada bis zum Süden Argentiniens, wobei er manche Teile wiederholt durchquerte und eine sehr reichhaltige ethnographische, anthropologische und zoologische Sammlung anlegte. Anfang 1879 begab er sich nach Ceylon, durchreiste von dort aus Indien bis zum Himalaja, begleitete die britische Armee im afghanischen Krieg, ging dann nach Birma und Siam, beschäftigte sich auf Borneo, Ceram und Celebes mit dem Studium der dortigen wilden Völkerschaften, kämpfte in Atschin mit den Holländern gegen die Aufständischen, durchreiste Kambodscha und die Philippinen und lebte längere Zeit unter den wilden Stämmen Formosas. Von Peking unternahm er dann einen Ausflug in die Mongolei, ging daraufhin nach Japan, hielt sich auf Jeso unter den Aino auf und kehrte 1881 von Wladiwostok durch die Mandschurei, Mongolei und Sibirien nach Deutschland zurück, wo er seine Reiseaufzeichnungen veröffentlichte: Aus Japan nach Deutschland durch Sibirien (Köln 1882, 2. Auflage 1887) und Das Holontalo, ein Beitrag zur Kenntnis der Sprachen von Celebes (Berlin 1884). 1883 umschiffte er von Madeira aus ganz Afrika, wobei er namentlich Südafrika eingehender studierte, und legte seine Beobachtungen in dem Werk Um Afrika (Köln 1885) nieder.
Danach lebte er in Berlin an der Bendlerstraße 17 und ließ sich 1893 eine Villa an der Regentenstraße 19 errichten. Gemeinsam mit dem Orientalisten Max von Oppenheim (1860–1946) bereiste er 1892 Spanien und weiter die Maghreb-Staaten. Hier trennten sich ihre Wege. 1896 nahm er an einer von Wilhelm Bade organisierten Fahrt nach Spitzbergen teil, wo er auf Danskøya mit Salomon August Andrée zusammentraf, der auf gutes Wetter wartete, um mit seinem Ballon zum Nordpol zu fahren.
Auf seiner letzten Reise in der Südsee verstarb Wilhelm Joest nach der Abfahrt von Santa Cruz in Richtung Sydney vor der Insel Ureparapara im Nordosten der Neuen Hebriden an Schwarzfieber (Leishmaniose) im Alter von 45 Jahren.

## Sammlungen
Seine langjährigen Forschungsreisen fast durch die ganz Welt brachten ihm fundierte ethnografische Kenntnisse; systematisch sammelte er auf allen Kontinenten eine große Zahl völkerkundlicher Gegenstände. Einige davon schenkte er dem Museum für Völkerkunde, mit dessen Direktor Adolf Bastian er in engem Austausch stand. Der weitaus größte Teil seiner Sammlung ging laut testamentarischer Bestimmung an seine Schwester Adele Rautenstrauch, die sie im Jahr 1899 der Stadt Köln schenkte. Die Sammlung diente 1901 zur Gründung des Rautenstrauch-Joest-Museums für Völkerkunde. In einem zeitgenössischen Bericht zur Eröffnung des Museums hieß es 1906: „Von einer kleinen, aber wertvollen Kollektion Benin-Altertümer abgesehen, die Kommerzienrat Eugen Rautenstrauch schon 1897 der Stadt Köln geschenkt hatte, bilden die Sammlungen Wilhelm Joests von rund 3400 Gegenständen den Grundstock des Museums. Besonders hervorzuheben ist daraus die Sammlung aus Santa Cruz, die in ihrer Ausdehnung und verhältnismäßigen Vollständigkeit ihresgleichen sucht.“ Es stelle sich die Frage, ob Joest bei der Aneignung von Speeren, Tabaksdosen oder Gebetsbüchern Gewalt ausgeübt habe. Er selbst habe von „Kauf und Tausch“ geschrieben. „Aber wie groß war die strukturelle Gewalt, die Abhängigkeit, die Ohnmacht der Kolonisierten?“
Im Jahre 1900 hatte Frau Rautenstrauch der Stadt 250 000 Mark als Grundkapital zu einem eigenen Museumsbau für Völkerkunde geschenkt. Gleichzeitig ist es auf ihre Initiative zurückzuführen, dass das Museum vom 1. Oktober 1901 an eine eigene Verwaltung mit eigenem Direktor erhielt. Bereits 1906 erstrecken sich die Sammlungen auf die meisten der außereuropäischen lebenden Völker und umfassen rund 18.500 Gegenstände. Die außerordentliche Vergrößerung gegenüber dem Grundstock vom Jahre 1899 ist in erster Linie den vielen und wertvollen Geschenken zu verdanken, mit denen die Familie Rautenstrauch und ihre näheren Verwandten das Museum komplettierten.
Joest war Mitglied der Berliner Gesellschaft für Anthropologie, Ethnologie und Urgeschichte und vermachte ihr neben wertvollen Büchern 10.000 Mark. 1885 wurde er in die Deutsche Akademie der Naturforscher Leopoldina gewählt. Er war Mitglied der vereinigten Kölner Freimaurerloge Minerva zum vaterländischen Verein und Rhenana zur Humanität.

## Ehrungen
1891 wurde Wilhelm Joest der Titel eines Professors verliehen. Im Kölner Stadtteil Lindenthal wurde sein Wirken von Wilhelm Joest durch die Benennung der Joeststraße geehrt.

## Schriften
- Aus Indien nach Santa Cruz durch die Ethnologie. Herausgegeben von Carl Deußen und Anne Haeming. Matthes & Seitz, Berlin 2023, ISBN 978-3-7518-0401-1.